# 蔣德馨
蔣德馨（1810年—1893年），原名德福，字厚田、侯恬，號心香，又作心薌，江蘇蘇州府長洲縣人，清朝政治人物，蘇州正誼書院山長。

## 生平
蔣德馨來自蘇州婁關蔣氏家族，為蔣燦裔孫。玄祖蔣曰梅為蔣燦曾孫蔣文瀾第三子，玄祖母為陸肯堂女。高祖蔣大烈為乾隆十二年（1747年）丁卯科順天鄉試舉人，本生曾祖蔣懋堂、本生祖父蔣鋐及本生父蔣啟仁皆為監生；本生母為劉懋功姑母（1793-1860）。蔣德馨為蔣啟仁次子，出嗣叔父蔣啟源。
蔣德馨為長洲廩膳生，道光十四年（1834年）甲午科江南鄉試舉人，十五年（1835年）乙未科二甲第十名進士，授工部都水司主事。咸豐八年（1858年）曾在蘇州參與辦設團練，加五品銜。蔣德馨晚年積極參與教育，繼馮桂芬之後任蘇州正誼書院山長。光緒十二年（1886年）重遊泮水，十九年（1893年）禮部預期奏請參與二十年（1894年）甲午重宴鹿鳴，因過世未能成行。恩賞四品銜，授中憲大夫。蔣德馨著有《且園詩存》，輯有《正誼書院課選二集》（光緒八年（1882年）刊本），批校《漁洋山人精華錄箋注》等書。

## 家庭
夫人為徐馥森女；側室周氏。有四子，僅第三子蔣復昌長大成人，配顧文彬孫女、顧廷薰女。